# Brachicoma sarcophagina
Brachicoma sarcophagina är en tvåvingeart som först beskrevs av Townsend 1891.  Brachicoma sarcophagina ingår i släktet Brachicoma och familjen köttflugor. Inga underarter finns listade i Catalogue of Life.